# Constance Wu

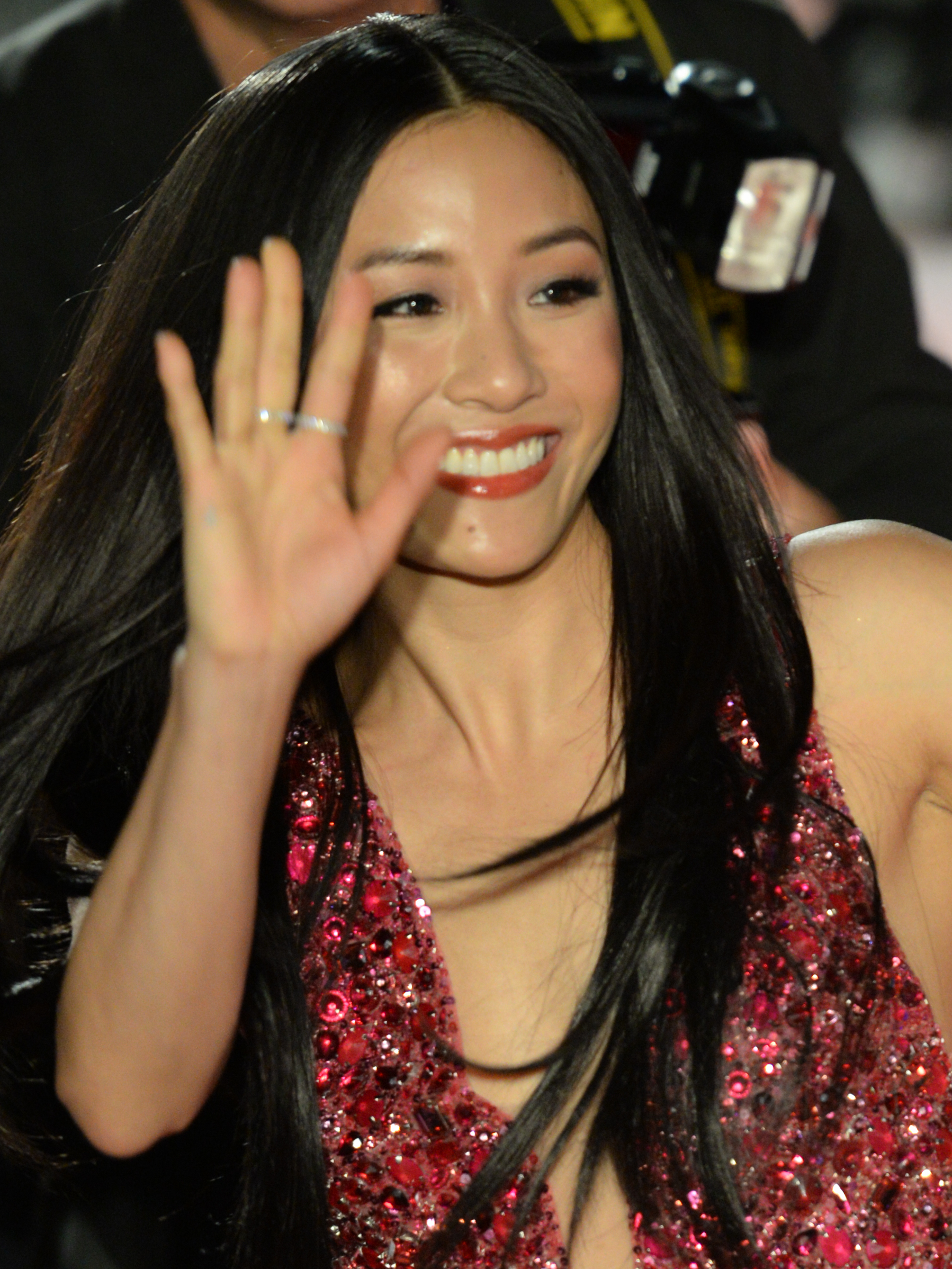
Constance Wu (2019)

Constance Wu (ur. 22 marca 1982 w Richmond) – amerykańska aktorka, nominowana do Złotego Globu za rolę w filmie Bajecznie bogaci Azjaci.

## Życiorys
Wu urodziła się 22 marca 1982, w Richmond, w stanie Wirginia, w rodzinie imigrantów z Tajwanu. Ma trzy siostry. Jej ojciec jest profesorem biologii na Uniwersytet Wspólnoty Wirginii, a matka jest programistką.
Ukończyła Douglas S. Freeman High School, gdzie zaangażowała się w aktorstwo. W czasach szkolnych uczęszczała na kurs w Lee Strasberg Theatre and Film Institute. Wu ukończyła aktorstwo na State University of New York. Po college’u studiowała psycholingwistykę.

### Kariera
Wu zadebiutowała w 2006 roku w dramacie Przypadek Stephanie Daley. Miała różne role drugoplanowe w produkcjach telewizyjnych. W 2010 roku w końcu przeniosła się do Los Angeles. Szerszej publiczności stała się znana w 2012 roku jako Kathy w serialu internetowym EastSiders, a od 2015 roku jako Jessica Huang w serialu ABC Przepis na amerykański sen. W komedii romantycznej Bajecznie bogaci Azjaci zagrała u boku Henry’ego Goldinga. W 2019 roku zagrała główną rolę w filmie Lorene Scafaria Ślicznotki
W 2017 roku znalazła się na liście najbardziej wpływowych osób Time 100 magazynu Time. Pod koniec czerwca 2020 Wu została członkiem Amerykańskiej Akademii Sztuki i Wiedzy Filmowej.

## Życie prywatne
Jest aktywistką reprezentacji Azji w amerykańskich mediach i wyraziła swoje poparcie dla wprowadzenia większej różnorodności w przemyśle filmowym. W 2017 Wu współpracowała z Miry’s List, organizacją, która zapewnia niezbędną pomoc imigrantom i rodzinom uchodźców, którzy przybyli do południowej części Kalifornii.
Ze związku z Ryanem Kattnerem ma córkę (ur. 2020).

## Filmografia

### Filmy
| Rok  | Tytuł                            | Rola               | Uwagi            |
| ---- | -------------------------------- | ------------------ | ---------------- |
| 2006 | Przypadek Stephanie Daley        | Jenn               |                  |
| 2006 | Architekt                        | Michelle           |                  |
| 2007 | Year of the Fish                 | Lucy               |                  |
| 2011 | Dźwięk mego głosu                | Christine          |                  |
| 2012 | Watching TV with the Red Chinese | Kimi Hu            |                  |
| 2013 | Best Friends Forever             | Melanie            |                  |
| 2013 | Ties                             | Shannon O          | krótkometr.      |
| 2013 | Taylor Manifest                  | Val                | krótkometr.      |
| 2013 | Deadly Revenge                   | Kym                |                  |
| 2014 | Życie ponad stan                 | Mika Oh            |                  |
| 2013 | My Mother Is Not a Fish          |                    | reżys. i scenar. |
| 2015 | Parallels                        | Polly              |                  |
| 2015 | Low Budget Ethnic Movie          | Sara               |                  |
| 2017 | Nine Minutes                     | Lilian             | krótkometr.      |
| 2017 | The Feels                        | Andi               |                  |
| 2017 | All the Creatures Were Stirring  | Gabby              |                  |
| 2017 | Lego Ninjago: Film               | butrmistrz Ninjago | głos             |
| 2018 | Bajecznie bogaci Azjaci          | Rachel Chu         |                  |
| 2018 | Nowa generacja                   | Molly              | głos             |
| 2019 | Ślicznotki                       | Destiny            |                  |
| 2021 | Smok życzeń                      | Mama               | głos             |
| 2021 | I Was a Simple Man               | Grace              |                  |
| 2022 | Wielki zielony krokodyl domowy   | pani Primm         | głos             |
| 2022 | East Bay                         | Sara               |                  |

### Telewizja
| Rok       | Tytuł                              | Rola              | Uwagi            |
| --------- | ---------------------------------- | ----------------- | ---------------- |
| 2006      | Prawo i porządek: sekcja specjalna | Candy             | 1 odc.           |
| 2007      | Tylko jedno życie                  | Laudine Lee       | 3 odc.           |
| 2011      | Torchwood                          | Shawnie Yamaguchi | 1 odc.           |
| 2012–17   | EastSiders                         | Kathy             | w gł. obsadzie   |
| 2013      | Browsers                           | Prudence Yu       | pilot serialu    |
| 2013      | Kamuflaż                           | Wendy Chen        | 1 odc.           |
| 2014      | Franklin & Bash                    | Caroline Chilton  | 1 odc.           |
| 2014      | High Moon                          | Mikiko Kobiyashi  | niesprzed. pilot |
| 2015      | Childrens Hospital                 | Pepsi Lamarr      | 1 odc.           |
| 2015–2020 | Przepis na amerykański sen         | Jessica Huang     | w gł. obsadzie   |
| 2016      | Bananowy doktor                    | Amy Chang         | 1 odc.           |
| 2017      | Wymiar 404                         | Jane              | 1 odc.           |
| 2021      | Solos                              | Jenny             | odc. Jenny       |
| 2022      | Lista śmierci                      | Katie Buranek     | w gł. obsadzie   |
| 2023      | Velma                              | Daphne (głos)     | w gł. obsadzie   |